# NGC 6987
NGC 6987 est une vaste galaxie elliptique située dans la constellation de l'Indien. Sa vitesse par rapport au fond diffus cosmologique est de 5 070 ± 29 km/s, ce qui correspond à une distance de Hubble de 74,8 ± 5,3 Mpc (∼244 millions d'al). NGC 6987 a été découverte par l'astronome britannique John Herschel en 1834.
À ce jour, six mesures non basées sur le décalage vers le rouge (redshift) donnent une distance de 88,267 ± 21,604 Mpc (∼288 millions d'al), ce qui est à l'intérieur des valeurs de la distance de Hubble. Notons cependant que c'est avec la valeur moyenne des mesures indépendantes, lorsqu'elles existent, que la base de données NASA/IPAC calcule le diamètre d'une galaxie et qu'en conséquence le diamètre de NGC 6987 pourrait être d'environ 61,6 kpc (∼201 000 al) si on utilisait la distance de Hubble pour le calculer.
Selon la base de données Simbad, NGC 6987 est une galaxie active de type Seyfert 2.

## Groupe de NGC 7038
Selon A. M. Garcia NGC 6987 fait partie du groupe de NGC 7038. Ce groupe de galaxies renferme au moins 13 membres dont NGC 6970, NGC 6987, NGC 7014, NGC 7038 et neuf autres galaxies du catalogue ESO.